# Новосады (станция)
Новоса́ды (бел. Навасады) — железнодорожная станция Минского отделения Белорусской железной дороги на линии Минск — Орша. Расположена между остановочными пунктами Неманица и Замужанье в деревнях Новосады и Шилино Борисовского района Минской области.

## История
Железнодорожный участок от Смоленска до Бреста Московско-Брестской железной дороги (с 1912 года — Александровской), прошедший через деревню Новосады, был построен и открыт в ноябре 1871 года. В 1877—1879 годах на железнодорожной линии появились вторые пути. 1 июля 1896 года Московско-Брестская железная дорога, а вместе с ней и железнодорожная станция были выкуплены государством. На местности, на которой в будущем появилась станция в 1910 году располагались застенки и хутора деревни Новосады, которая изначально располагалась несколько севернее на месте нынешней деревни Зорька и деревня Шилино.
Строительство железнодорожной станции началось после окончание Великой Отечественной войны, открытие и введение в эксплуатацию состоялось в 1946 году. Изначально являлась частью Западной железной дороги, затем в составе Минской железной дороги и в конце концов вошла в состав Белорусской железной дороги. С возведением железнодорожного комплекса вокруг станции сформировался пристанционный посёлок, который впоследствии и стал деревней Новосады. В 1960-е годы при станции была построена исправительная колония № 14 (строгого режима), на базе которой действует ГП «Четырнадцать» специализирующаяся на производстве запчастей к автотракторной технике, мебели и строительные товары. В 1981 году станция была электрифицирована переменным током (~25 кВ) в составе участка Борисов — Орша-Центральная.

## Инфраструктура
Новосады — станция 4-го класса, через станцию проходят шесть железнодорожных путей, один из которых является тупиковым. От станции имеются ответвления к предприятиям ДСУ №25 ОАО «ДСТ-5», Лошницкому комбикормового завода и РУП «Четырнадцать» ДИН МВД Республики Беларусь. На станции осуществляются приём и выдача грузов, допускаемых к хранению на открытых площадках и путях необщего пользования. Основными товарами, загружаемыми и выгружаемыми на станции являются металл и и металлопродукция, зерновые грузы, песчано-гравийная смесь, щебень и другие стройматериалы.
Для обслуживания пассажиров имеются две платформы прямой формы, расположенная в направлении Минска платформа имеет длину 290 метров и является островной, вторая платформа — береговая и имеет длину 390 метров. Пересечение железнодорожных путей осуществляется по двум наземным пешеходным переходам, оснащёнными предупреждающими плакатами и свето-звуковой сигнализацией (светофорами). Пассажирский павильон и билетная касса (работает круглосуточно) расположены на платформе в направлении Орши.

## Пассажирское сообщение
На станции ежедневно останавливаются электропоезда региональных линий эконом-класса (пригородные электрички), следующие до станций Орша-Центральная (6 пар поездов) и 2 пары поездов станции Крупки, а также нерегулярные рейсы до Славного. Время следования до Орши составляет в среднем 2 часа 2 минуты, до Борисова — 13 минут, до станции Минск-Пассажирский — 1 час 51 минуту.
В 600 метрах севернее от платформ расположена остановка общественного транспорта (автобусы пригородного сообщения), отправляющиеся от Новосадов к деревням Лавница и агрогородку Вилятичи в прямом направлении и на автостанцию Борисов — в обратном.